# Дилсборо (Индијана)
Дилсборо (енгл. Dillsboro) град је у америчкој савезној држави Индијана.

## Демографија
По попису из 2010. године број становника је 1.327, што је 109 (-7,6%) становника мање него 2000. године.
| Група             | 2000.         | 2010.         |
| Белци             | 1.401 (97,6%) | 1.305 (98,3%) |
| Афроамериканци    | 1 (0,1%)      | 2 (0,2%)      |
| Азијати           | 2 (0,1%)      | 0 (0,0%)      |
| Хиспаноамериканци | 16 (1,1%)     | 3 (0,2%)      |
| Укупно            | 1.436         | 1.327         |